# Labrodorská inuitská pidžinizovaná francouzština

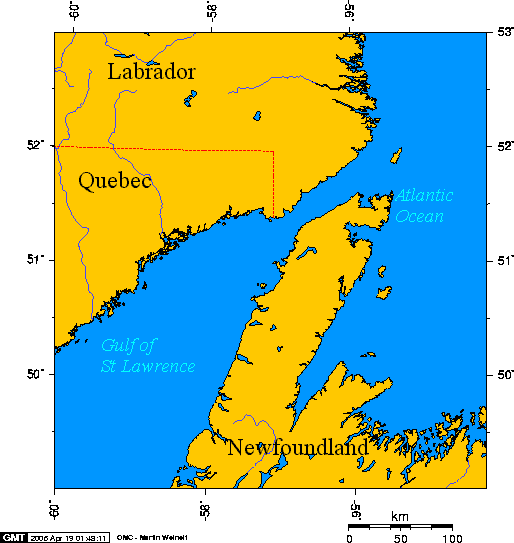
Úžina Belle Isle

Labrodorská inuitská pidžinizovaná francouzština (též pidžin Belle Isle) byl pidžin založený na francouzštině. Používal se v šestnáctém a sedmnáctém století pro komunikaci mezi baskickými a bretaňskými rybáři a mezi místními labradorskými Inuity. Používal se ve vodách dnešní Kanady, v úžině Belle Isle (mezi Newfoundlandem a Labradorem). Tento pidžin vymřel kolem roku 1760.